# Stenus costalis
Stenus costalis är en skalbaggsart som beskrevs av Thomas Casey. Stenus costalis ingår i släktet Stenus och familjen kortvingar. Inga underarter finns listade i Catalogue of Life.